# Amleth

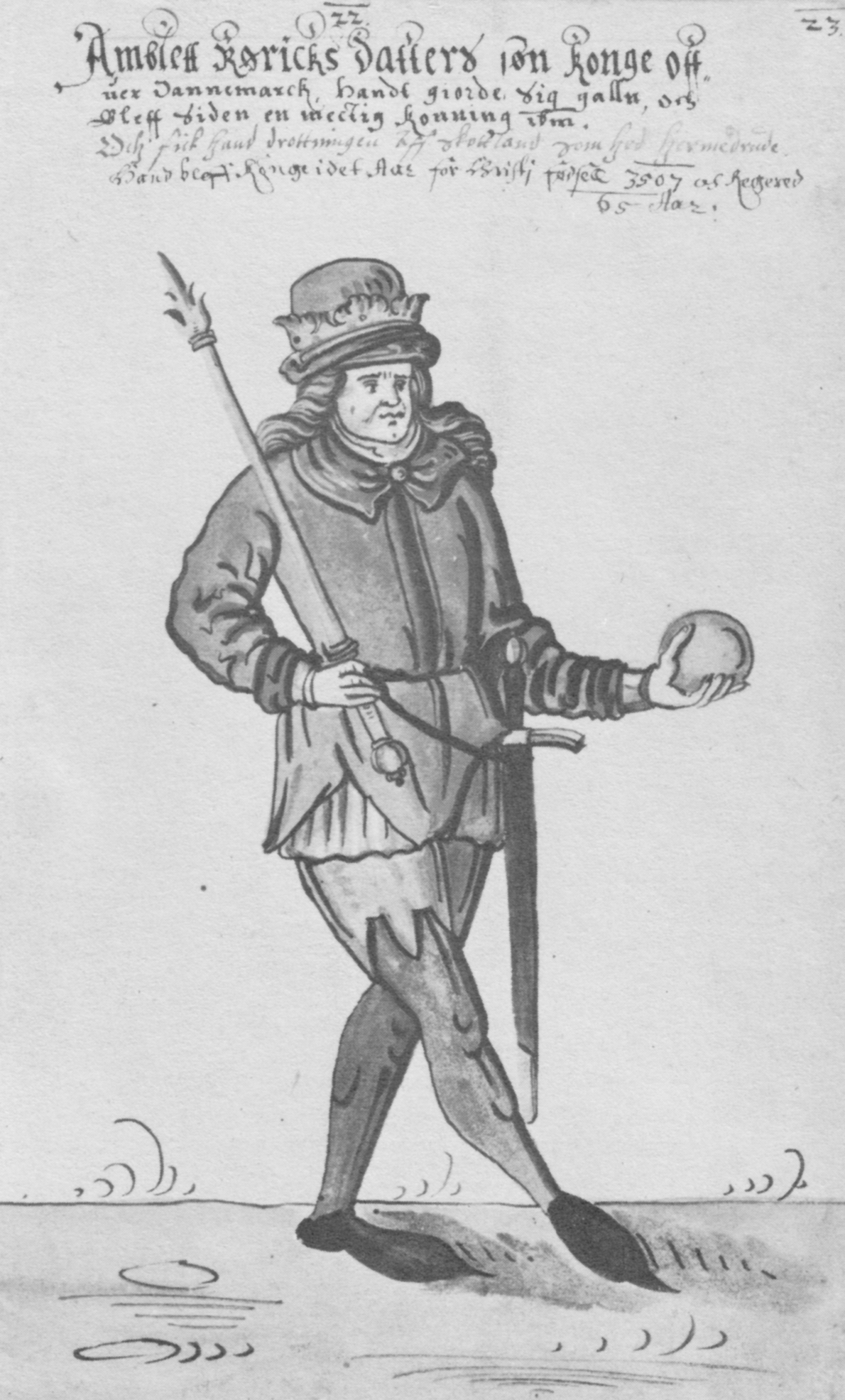
Amblett z XVII-wiecznego rękopisu duńskiego.

Amleth ( staronordyjski: Amlóði ; zlatynizowany: Amlethus ) – postać ze średniowiecznej legendy skandynawskiej, będąca bezpośrednią inspiracją postaci księcia Hamleta, bohatera tragedii Williama Szekspira Hamlet, książę Danii. Głównym źródłem do historii Hamleta jest XIII-wieczny historyk Saxo Gramatyk, który poświęcił mu część trzeciej i czwartej księgi swego Gesta Danorum. Wersja Saxa została uzupełniona o późniejsze kompilacje łacińskie. We wszystkich wersjach książę Amleth (Amblothæ) jest synem Horwendila (Orwendela), króla Jutów. Zakładano, że historia Hamleta wywodzi się ze staroislandzkiego poematu. Zachowane islandzkie wersje: Saga Ambalesa i Saga Amlodego są jednak późniejsze niż Saxo.

## Wersja Saxo Gramatyka
Po śmierci Gerwendila, Roryk, król Danii, mianował jego synów Horwendila i Fenga, zarządcami prowincji Jutlandii. Horwendil, po powrocie z wyprawy, podczas której zabił w pojedynku Kolla, króla Norwegii i wziął bogate łupy, większą część zdobyczy złożył w daninie Rorykowi, i otrzymał jako żonę jego córkę, Gerutę. Miał z nią syna, Amleta. Powodowany zazdrością Feng zamordował brata i przekonał Gerutę, aby go poślubiła. Twierdził, że popełnił zbrodnię tylko po to, aby pomścić krzywdy, jakich doznała ze strony gwałtownego męża. Amlet, bojąc się, że spotka go los ojca, udawał szaleńca: tarzał się w błocie strugał patyki, odzywał się zagadkowo. Podejrzliwy Feng poddał go różnorodnym próbom. Między innymi próbował go wybadać przez namówioną do tego młodą dziewczynę, jego przybraną siostrę (prototyp Ofelii). Amlet pozyskał ją dla swojej sprawy.  Gdy jednak zabił podsłuchującego jego rozmowę z matką, ukrytego, jak Poloniusz w sztuce Szekspira, w pokoju matki, a ciało jego poćwiartował i rzucił świniom na pożarcie, Feng doszedł do wniosku, że szaleństwo młodzieńca jest udawane. Wysłał go więc do Anglii w towarzystwie dwóch służących, którzy wieźli list wzywający króla Brytów do skazania go na śmierć. Amlet domyślił się sensu instrukcji i potajemnie zmienił wiadomość na drewnianych tabliczkach: nakazał królowi zabić służących, a sam zaślubił jego córkę.
Pod koniec roku Amlet wrócił  do Danii. Przybył na uroczystość pogrzebową, mającą uczcić jego śmierć. W zmowie z matką uśpił czujność dworzan i spoiwszy ich winem podczas uczty, spalił ich podczas pijackiego snu wraz z pałacem. Następnie dokonał upragnionej zemsty na mordercy ojca, zabił Fenga jego własnym mieczem. Po długiej przemowie do ludu został ogłoszony królem. Wracając do Brytanii po żonę, dowiedział się, że jego teść i Feng zobowiązali się pomścić nawzajem swoją śmierć. Angielski król, nie chcąc osobiście wypełnić swojej przysięgi, wysłał Amleta jako pełnomocnika starającego się o rękę szkockiej królowej, Hermutrudy. Skazała ona na śmierć wszystkich swoich dotychczasowych zalotników, zakochała się jednak w Amlecie. Po powrocie do Brytanii jego pierwsza żona, której miłość okazała się silniejsza od urazy, opowiedziała mu o zamierzonej zemście ojca. W bitwie, która się wywiązała, Amleth wygrał. Poległych poprzedniego dnia, nabił na pale, aby odstraszyć wroga.